# جزایر جورجیای نو

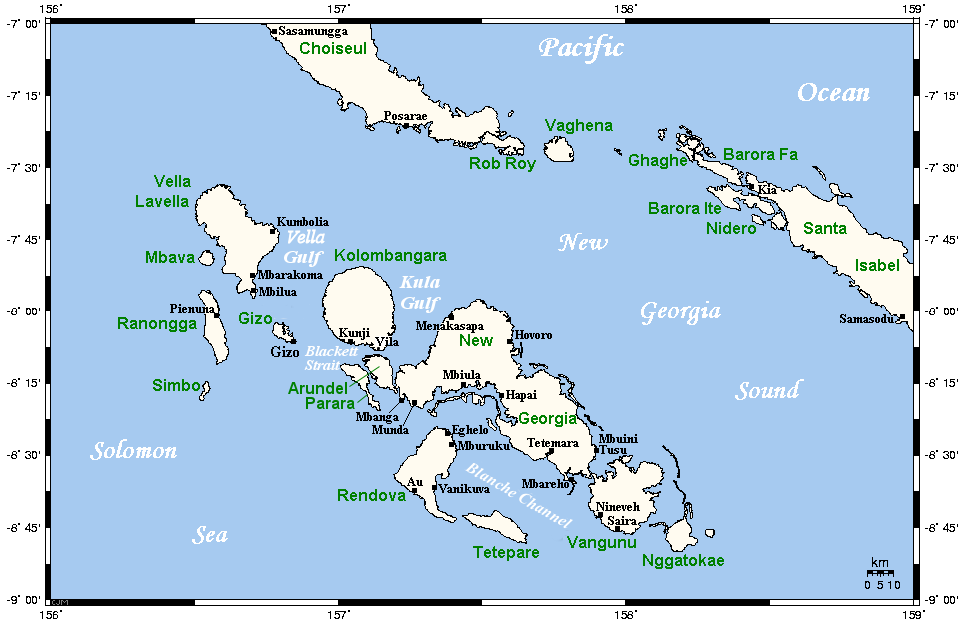
نمایی از نقشهٔ جزایر جورجیای نو در شمال غربی گوادال‌کانال - ۲۰۲۱

جزایر جورجیای نو (انگلیسی: New Georgia Islands) بخشی از استان غربی (جزایر سلیمان) جزایر سلیمان هستند. آنها در شمال غربی گوادال‌کانال واقع شده‌اند.